# Cankili I
Cankili I, (tamoul : சங்கிலியன்; meurt en 1565), de son nom royal Cekaracacekaran VII, est un roi du royaume de Jaffna, dans l'actuel Sri Lanka. Il fait partie de la dynastie Ârya Chakravarti. 

## Biographie

### Ascension au trône
Son père, Singai Pararajaseakaram avait trois femmes. Rasaletchumi Ammal, Valliammai et Mangathammal, avec qui il eut huit enfants.
Sa première femme, Rajalaksmi, a eu deux fils, Singhabahu et Pandaram. Sa deuxième épouse était Valliammal, qui a eu un fils, Paranirupasingham. La mère de Cankili, Mangathammal, était la troisième femme, qui a eu Cankili et une fille nommée Paravai. 
Dans le cadre de plusieurs intrigues de palais, Cankili a pu monter sur le trône.

### Règne
Cankili I a résisté à tous les contacts avec les Portugais et a fait massacrer 600 à 700 catholiques dans l'île de Mannar. Ces catholiques ont été amenés de l'Inde par les Portugais pour tenter de prendre la lucrative pêche de perle, qui a toujours fait partie des sources de revenu des rois de Jaffna. Il a été retiré du pouvoir en raison d'un soulèvement local qui a conduit son fils Puviraja Pandaram à prendre le pouvoir, même s'il a exercé le pouvoir derrière le trône jusqu'à sa mort en 1565.